# Arachnis zhaoi
Arachnis zhaoi là một loài thực vật có hoa trong họ Lan. Loài này được Z.J.Liu, S.C.Chen & S.P.Lei mô tả khoa học đầu tiên năm 2008.